# 部分性愛
部分性愛（ぶぶんせいあい、英：partialism）は、生殖器以外の体のパーツに排他的に関心を示すこと。従来、体のパーツに対するフェティシズムとされてきた。部分愛とも言う。
異性愛・同性愛・両性愛を問わず発生する。対象となるパーツは足（英：foot）が多い。

## 類型
- Podophilia：足[7]
- Oculophilia：眼球[8]
- Maschalagnia：腋[9]
- Mazophilia：乳房[10]
- Pygophilia：臀部[11]
- Nasophilia：鼻[12]
- Trichophilia：毛髪[13]
- Alvinophilia：臍[14]
- Alvinolagnia：腹部[15]
- Cheirophilia：手[16]
- Crurophilia：脚[17]